# Петровские Бабы
Петро́вские Ба́бы — деревня в Лужском районе Ленинградской области. Входит в состав Дзержинского сельского поселения.

## Название
Есть несколько народных версий происхождения названия.
- Пётр I ссылал сюда забеременевших от него дворовых девок, где им давали земляной надел и строили дом в качестве «приданого»[2].
- В деревне останавливалось войско Петра I, что вызвало всплеск рождаемости[2].
- Большая часть мужского населения была мобилизована на войну против шведов и погибла при Нарве. В результате, в деревне осталось много вдов[2].
- На карте Лужского уезда XIX века деревня обозначена как Петровское (эта территория когда-то входила в Петровский погост), а в скобках указано Бабы. Возможно, было два наименования деревни, которые позже «слились»[2].

## История

### Российская Империя
На карте Санкт-Петербургской губернии Ф. Ф. Шуберта 1834 года обозначена деревня Петровская, состоящая из 20 крестьянских дворов. На противоположном берегу реки Луга находилось имение Кудрова помещика Екимова.

БАБЫ или ПЕТРОВСКО — деревня, принадлежит чиновнику 14 класса Энгельгардт, число жителей по ревизии: 76 м. п., 75 ж. п. (1838 год)
На карте профессора С. С. Куторги 1852 года отмечена деревня Петровская (Бабы) из 20 дворов.

БАБИ или ПЕТРОВСКО — деревня госпожи Энгельгардт, по просёлочной дороге, число дворов — 20, число душ — 72. (1856 год)

ПЕТРОВСКО (БАБЫ) — деревня, число жителей по X-ой ревизии 1857 года: 63 м. п., 80 ж. п.

ПЕТРОВСКО (ПЕТРОВСКАЯ, БАБЫ) — деревня владельческая при реке Луге, число дворов — 23, число жителей: 59 м. п., 79 ж. п.; Часовня православная. (1862 год)

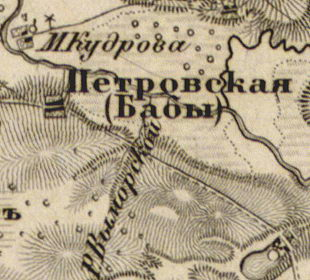
Деревня Петровские Бабы на карте 1863 года

Согласно карте из «Исторического атласа Санкт-Петербургской Губернии» 1863 года деревня называлась Петровская (Бабы). Рядом с деревней находилась мыза Кудрова и ветряная мельница.
Согласно подворной описи 1882 года:

ПЕТРОВСКО (БАБЫ) — деревня Петровского общества Кологородской волости

домов — 37, душевых наделов — 65, семей — 30, число жителей — 81 м. п., 86 ж. п.; разряд крестьян — собственники
В XIX веке деревня административно относилась к Кологородской волости 2-го земского участка 1-го стана Лужского уезда Санкт-Петербургской губернии, в начале XX века — 2-го стана.
По данным «Памятной книжки Санкт-Петербургской губернии» за 1905 год деревня называлась Петровско.

### Советское время
С 1917 по 1927 год деревня Петровские Бабы входила в состав Петровского сельсовета Кологородской волости Лужского уезда.
В 1923 году население деревни составляло 123 человека.

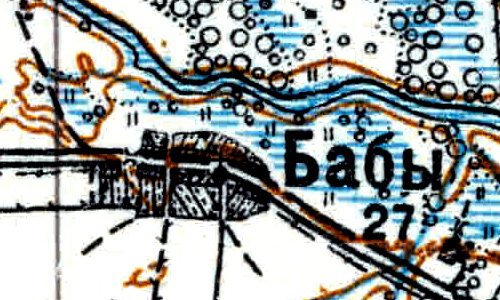
Деревня Петровские Бабы на карте 1926 года

Согласно топографической карте 1926 года деревня называлась Бабы и насчитывала 27 дворов.
В 1927 году деревня входила в состав Лужской волости, а затем была передана в состав Наволокского сельсовета Лужского района.
Согласно областным административным данным деревня называлась также Петровско.
По данным 1933 года деревня называлась Петровско-Бабы и входила в состав Наволокского сельсовета Лужского района.
C 1 августа 1941 года по 31 января 1944 года — находилась в оккупации.
В 1958 году население деревни составляло 33 человека.
В октябре 1959 года деревня была передана в состав Торошковского сельсовета.
По данным 1966, 1973 и 1990 годов деревня называлась Петровские Бабы и также входила в состав Торошковского сельсовета Лужского района.

### Российская Федерация
В 1997 году в деревне Петровские Бабы Торошковской волости проживали 4 человека, в 2002 году — 17 человек (русские — 88 %).
В 2007 году в деревне Петровские Бабы Дзержинского СП — 6, в 2009 году — 1 человек.

## География
Деревня расположена в юго-восточной части района на автодороге 41К-142 (Луга — Медведь).
Расстояние до административного центра поселения — 14 км.
Расстояние до ближайшей железнодорожной станции Луга — 15 км.
Деревня находится на правом берегу реки Луги.

## Демография
| 1862 | 2007 | 2010 | 2017 |
| ---- | ---- | ---- | ---- |
| 138  | ↘6   | ↘4   | ↗11  |

## Известные уроженцы
- Михаил Петрович Дмитриев (1898—1984) — генерал-полковник артиллерии (1954)

## Улицы
Главная

## Садоводства
Речное.